# Falerins
Els falerins (Phalerinae) són una subfamília de lepidòpters ditrisis de la família dels notodòntids (Notodontidae).

## Llista dels gèneres
Segons FUNET Tree of Life (15 de juny 2010):
- Snellenita Kiriakoff, 1968
- Phalerodonta Staudinger, 1892
- Phalera Hübner, 1819

Segons Butterflies and Moths of the World:
- Acrosema Meigen 1830
- Antheua Walker 1855
- Antheura Druce 1888
- Datana Walker 1855
- Diastema Herrich-Schäffer 1855
- Diastema Aurivillius 1904
- Diastemina Gaede 1928
- Eumetopona Fitch 1856
- Hammatophora Westwood 1843
- Phalera Hübner 1819

## Galeria

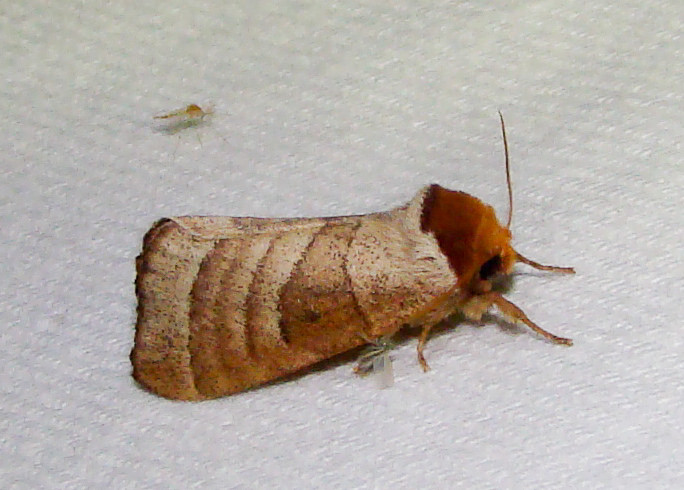
Datana ministra
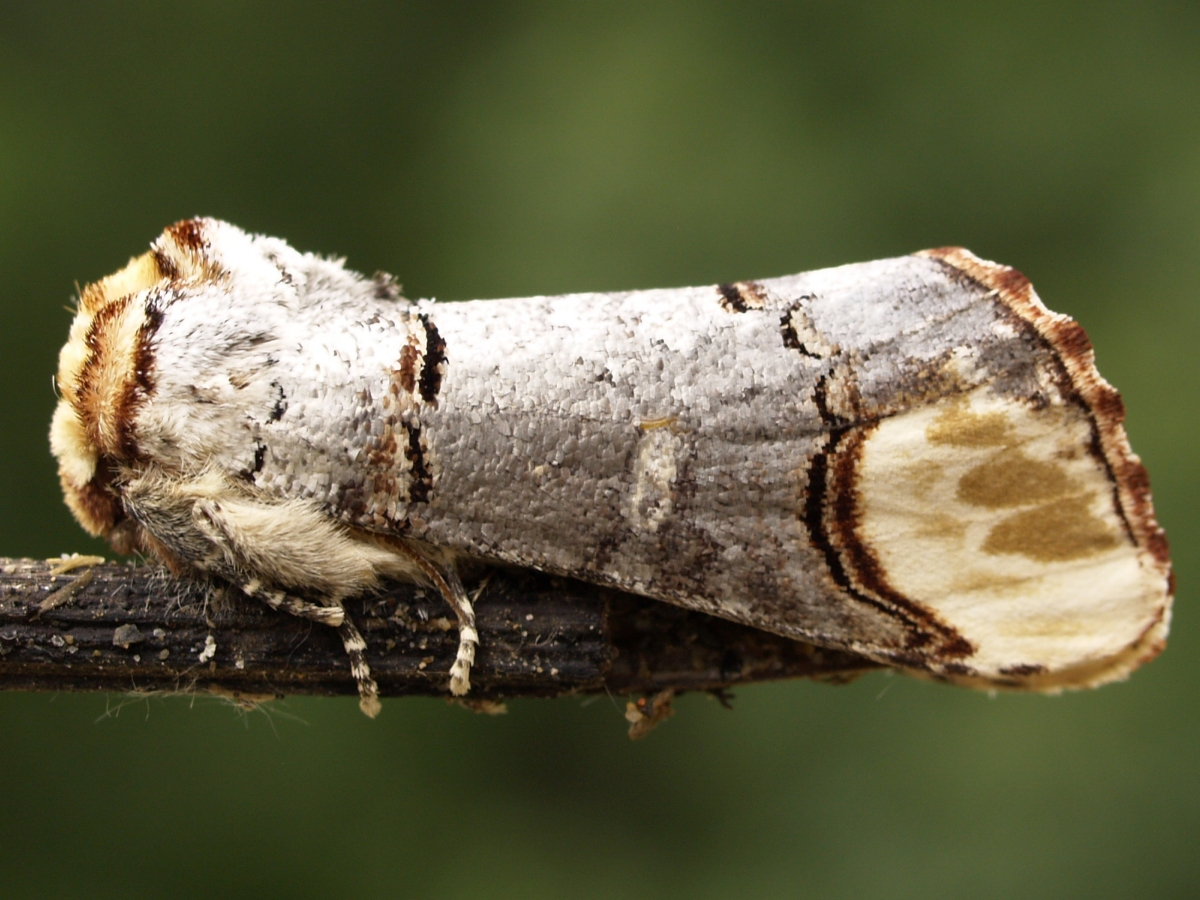
Phalera bucephala